# Cat Anderson

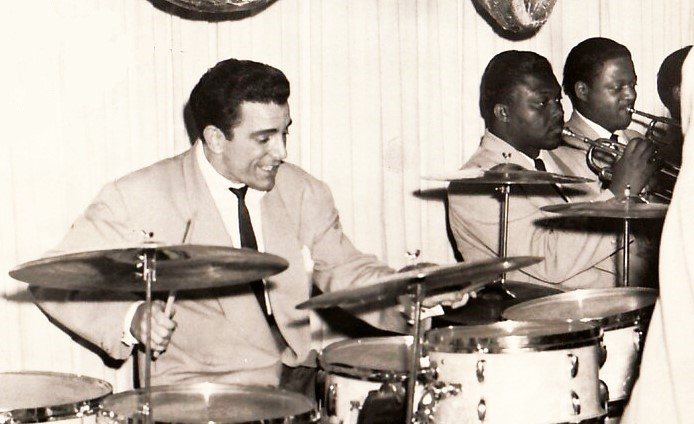
Od lewej: Louie Bellson,
„Cat” Anderson i Clark Terry w The Duke Ellington Orchestra, 1952

William Alonzo Anderson, ps. „Cat” (ur. 12 września 1916 w Greenville, zm. 29 kwietnia 1981 w Norwalk) – afroamerykański trębacz jazzowy.

Wynton Marsalis: Był jednym z najlepszych trębaczy grających wysokie nuty.

## Życiorys
Kiedy miał cztery lata, stracił oboje rodziców. Następnie został umieszczony w znanym ze swoich orkiestr sierocińcu The Jenkins Orphanage w Charleston. Tam zaczął grać na instrumentach dętych. Najpierw otrzymał puzon i saksofon barytonowy, ale kiedy dostrzeżono jego talent muzyczny, kierownictwo sierocińca spełniło jego prośbę i kupiło mu pierwszą w życiu trąbkę. Szybko został czołowym instrumentalistą The Jenkins Orphanage Band. W tym czasie zyskał również przydomek „Cat”, który nadali mu koledzy z klasy ze względu na jego styl walki w chłopięcych starciach. Przydomek ów pozostał przy nim przez całe życie.
Po zakończeniu pobytu w sierocińcu razem z kilkoma kolegami z orkiestry sierocińca dołączył do zespołu The Carolina Cotton Pickers. Grał z nim na koncertach objazdowych oraz dokonał swoich pierwszych nagrań. Po rozpadzie grupy współpracował w latach 1935–1944 z wieloma formacjami takimi jak Claude Hopkins Big Band, Doc Wheeler's Sunset Orchestra oraz dużymi zespołami „Lucky’ego” Millindera, Erskine’a Hawkinsa, Sabby’ego Lewisa i Lionela Hamptona, z którym dokonał klasycznego nagrania utworu Flying Home (No. 2).
W 1944 rozpoczął swoją długoletnią, choć przerywaną, karierę w big-bandzie Duke’a Ellingtona. Szybko stał się dominującym komponentem brzmienia orkiestry. Chociaż był muzykiem bardzo wszechstronnym, który z wyczuciem grał w wielu stylach, największe uznanie i sławę przyniosły mu umiejętności gry w ekstremalnie wysokich rejestrach (altissimo). Dysponował silnym brzmieniem instrumentu we wszystkich zakresach dźwięków pięć (oktaw), ale potrafił grać z wielką mocą do potrójnego c (najwyższej nuty Bb na klawiaturze fortepianu). Często grał swoje partie solowe bez mikrofonu, podczas gdy inni członkowie sekcji „blachy”, grając solo, korzystali z niego. Z Ellingtonem grał do 1947, a następnie w latach 1950–1959 i 1961–1971. W przerwach od gry w jego orkiestrze liderował założonym przez siebie zespołom, m.in. big-bandowi. Był także mistrzem gry z tłumikiem oraz na półotwartych zaworach.
Zajmował się również komponowaniem i aranżowaniem muzyki. Najbardziej znanymi jego utworami są El Gato i Bluejean Beguine, które nagrał z Ellingtonem. Inne kompozycje i aranżacje umieszczał na swoich płytach, m.in. wydanej w 1958 Cat on a Hot Tin Horn.
Po 1971 przeprowadził się do Los Angeles. Na Zachodnim Wybrzeżu pracował w studiach nagraniowych oraz występował z tamtejszymi big-bandami. Często grał z orkiestrami Louiego Bellsona i Billa Berry’ego. Od czasu do czasu koncertował w Europie, przeważnie z zespołem Hamptona.
Zmarł w wieku 64. lat w kalifornijskim Norwalk. Przyczyną śmierci był nowotworowy guz mózgu.

## Artyści, z którymi nagrywał
Gene Ammons, Louie Bellson, Bill Berry, Claude Bolling, Benny Carter, Rosemary Clooney, Duke Ellinton, Frances Faye, Ella Fitzgerald, Lionel Hampton, Earl Hines, Johnny Hodges, Quincy Jones, Mel Tormé

## Wybrana dyskografia

### Jako lider lub współlider
- 1958
  - Cat Anderson Plays at 4 a.m. (Columbia)
  - The „Cat” Anderson Orchestra – Cat on a Hot Tin Horn (Mecury)
- 1959 Ellingtonia – Cat Anderson and the Ellington All Stars (Wynne)
- 1963 A Chat with Cat – William „Cat” Anderson (Columbia)
- 1965 Cat Anderson–Claude Bolling and Co. (Philips)
- 1977 Cat Seaks (Black & Blue)
- 1979 Jazz Gala 79 – Carmen McRae–Joe Williams–Claude Bolling–Thad Jones–Cat Anderson (America Records)
- 1980 Old Folks (All Life)
- 1990 Cat Anderson Plays W.C. Handy (Black & Blue)

### Jakosideman
Z Louiem Bellsonem
- 1975 The Louis Bellson Explosion (Pablo)
- 1978
  - Ecué Ritmos Cubanos – Louie Bellson–Walfredo de Los Reyes (Pablo)
  - Sunshine Rock – Louie Bellson & the „Explosion” Orchestra (Pablo)

Z Dukem Ellingtonem
- 1951 Masterpieces by Ellington (Columbia)
- 1953 Ellington Uptown (Columbia)
- 1955
  - Ellington ’55 (Capitol)
  - Ellington Showcase (Capitol)
- 1956
  - Duke Ellington Presents... (Bethlehem)
  - Historically Speaking (Bethlehem)
  - Ellington at Newport (Columbia)
- 1957
  - A Drum Is a Woman (Columbia)
  - Duke Ellington – All Star Road Band (Doctor Jazz)
  - Such Sweet Thunder (Columbia)
- 1958
  - Ellington Indigos (Columbia)
  - Black Brown and Beige – Duke Ellington Featuring Mahalia Jackson (Columbia)
  - Newport 1958 (Columbia)
- 1959
  - Festival Session (Columbia)
  - Jazz Party (Columbia)
  - Live at the Blue Note (Roulette Records)
- 1960 Blues in Orbit (Columbia)
- 1961 First Time! – The Count Meets the Duke (Columbia)
- 1963 Afro-Bossa (Reprise Records)
- 1964 The Symphonic Ellington (Reprise)
- 1965
  - My People (Contact)
  - Ellington ’65 (Reprise)
  - Duke Ellington Plays Mary Poppins (Reprise)
  - Ellington ’66 (Reprise)
  - Concert in the Virgin Islands (Reprise)
- 1966
  - The Duke at Tanglewood (RCA Victor)
  - Duke Ellington – Concert of Sacred Music (RCA)
- 1967
  - Ella and Duke at the Cote D'Azur (Verve)
  - Far East Suite (RCA)
- 1968
  - ...And His Mother Called Him Bill (RCA)
  - Francis A. & Edward K. (Reprise)
- 1969 North of the Border in Canada (Decca)
- 1973 The Great Paris Concert (Atlantic)
- 1982 The Girl's Suite and The Perfume Suite (Columbia)
- 1984 Duke Ellington–Ella Fitzgerald – The Stockholm Concert, 1966 (Pablo)
- 1985
  - Duke Ellington Featuring Paul Gonsalves (Fantasy)
  - Duke Ellington – All Star Road Band – Volume 2 (Doctor Jazz)
  - S.R.O. (LRC)
- 1986
  - The 1953 Pasadena Concert (GNP Crescendo)
  - In the Uncommon Market (Pablo)
- 1987 Duke Ellington, His Orchestra and Friends at the First Annual Connecticut Jazz Festival, July 28, 1956 (IAJRC)
- 1992 Duke Ellington – Cool Rock (LaserLight Digital)
- 2011 At the Crystal Gardens (Hep) – 2 CD

Z Ellą Fitzgerald
- 1957 Sings the Duke Ellington Songbook (Verve)
- 1965 Ella at Duke's Place (Verve)

Z Lionelem Hamptonem
- 1970 Hamp’s Big Band (RCA International)
- 1977 Lionel Hampton and His Jazz Giants 77 (Black & Blue)
- 1980 Lionel Hampton – All-Star Band at Newport (Timeless)
- 1981 Lionel Hampton – 50th Anniversary Concert – Live at Carngie Hall (Sultra)

Zestawienie wg dat wydania płyt